# Dipturus wuhanlingi
Dipturus wuhanlingi és una espècie de peix de la família dels raids i de l'ordre dels raïformes.

## Morfologia
- Els mascles poden assolir 66,8 cm de longitud total i les femelles 78,4.[4]

## Hàbitat
És un peix marí, subtropical i bentopelàgic.

## Distribució geogràfica
Es troba a Àsia: el sud del mar de la Xina Oriental i el nord del Mar de la Xina Meridional.

## Observacions
És inofensiu per als humans.